# Кабаре (мюзикл)
«Кабаре» — бродвейський мюзикл заснований на п'єсі 1951 року «Я — камера» Джона Ван Друтена, яка, у свою чергу, заснована на романі Крістофера Ішервуда «Прощай, Берлін» 1939 року. Музику створив Джон Кандер, слова — Фред Ебб, а лібрето — Джо Мастерофф.
Дія мюзиклу розгортається в 1929—1930 роках у Берліні на згортанні епохи джазу, коли до влади приходять нацисти. Мюзикл зосереджується на гедоністичному нічному житті в занедбаному кабаре «Кіт-Кат» і навколо стосунків американського письменника Кліффорда Бредшоу з англійською виконавицею кабаре Саллі Боулз. Підсюжет включає в себе приречений роман між німецькою власницею пансіону фройляйн Шнайдер та її літнім залицяльником паном Шульцем, єврейським продавцем фруктів. Церемоніймейстер кабаре «Кіт-Кат» спостерігає за подіями, а сам клуб служить метафорою зловісних політичних подій наприкінці Веймарської Німеччини.
Прем'єра оригінальної бродвейської постановки відбулася 20 листопада 1966 року в театрі Бродхерст у Нью-Йорку та стала касовим хітом (1166 вистав). На основі твору зняли однойменний фільм 1972 року.
1 грудня 2023 року у Київському національному академічному Молодому театрі відбулась прем'єра мюзиклю «Кабаре». Режисерка — Олена Коляденко.

## Персонажі
- Саллі Боулз – британська флеперка, яка є головною співачкою в пошарпаному кабаре «Кіт-Кат»
- Ведучий – церемоніймейстер кабаре «Кіт-Кат», дивна та надзвичайно яскрава постать
- Кліффорд Бредшоу – американський письменник, який приїхав до Берліна, щоб написати роман
- Фройляйн Шнайдер – старша німкеня, яка керує пансіонатом, де проживають Кліфф і Саллі
- Пан Шульц – літній єврей, власник фруктової крамниці, який закохується у фройляйн Шнайдер
- Ернст Людвіг – німецький контрабандист, який подружився з Кліффом, коли той прибув до Берліна
- Фройляйн Кост – німецька повія, яка знімає кімнату в пансіоні фройляйн Шнайдер
- Марія, Лулу, Розі, Фріці, Техас і Френчі – дівчата, які виступають у кабаре «Кіт-Кат»
- Боббі, Віктор, Ганс і Герман – хлопці, які виступають у кабаре «Кіт-Кат»
- Макс – власник кабаре «Кіт-Кат» і хлопець Саллі